# Rumours
Rumors és l'onzè àlbum d'estudi de la banda de rock britànica nord-americana Fleetwood Mac, publicat el 4 de febrer de 1977 per Warner Bros Records. En la major part gravat a Califòrnia el 1976, va ser produït per la banda amb Ken Caillat i Richard Dashut. La banda volia continuar amb l'èxit comercial aconsseguit amb el seu àlbum homònim de 1975, però va haver de lluitar amb els problemes personals de relació dels seus components abans de començar la gravació. Les sessions d'estudi de Rumors van estar marcades per l'hedonisme i aquestes lluites internes que van donar forma a les lletres de l'àlbum. El baixista John McVie i la teclista i cantant Christine McVie s'acabaven de divorciar, així com el guitarrista i vocalista Lindsey Buckingham i la vocalista Stevie Nicks, deixant el bateria Mick Fleetwood com especatador de les seves desavenences.
L'àlbum es va acabant convertint en un dels de majors vendes de tot el món amb 40 milions de còpies venudes. Va obtenir un premi Grammy i va estar com a número 1 de vendes durant 31 setmanes alternes segons la llista Billboard 200. i està classificat en el número 15 de la llista Billboard dels millors albums de tots els temps. Va arribar també al número 1 de la llista UK Albums Charts del Regne Unit. La revista Rolling Stone el va classificar en la posició número 25 en la Llista dels 500 millors discs de tots els temps segons Rolling Stone
Es van extreure quatre senzills;«Dreams» que va arribar al número 1 dels Billboard Hot 100 i al número 24 dels UK Singles Charts, «Don't Stop» al número 3 i al 32 respectivament, «Go Your Own Way» al número 10 i 38 respectivament, i «You Make Loving Fun».
Rumours va provocar crítiques molt bones en la premsa especialitzada, les lloances es van centrar en la gran qualitat de la producció i en les harmonies, que sovint depenien de la interacció dels tres vocalistes. El disc ha inspirat multitud d'obres musicals de diferents gèneres. Se l'ha considerat el millor treball del grup i ha aparegut en diverses llistes que repassen els millors discs dels anys 1970 i de la història. El 2004, Rumours es va remasteritzar i es va reeditar amb una pista addicional i un CD extra amb temes descartats de les sessions d'enregistrament, mentre que el 29 de gener de 2013, Warner Bros el va reeditar en una versió de tres CD també amb temes descartats inicialment i d'enregistraments trets de la seva gira de 1977.

## Disseny de la portada

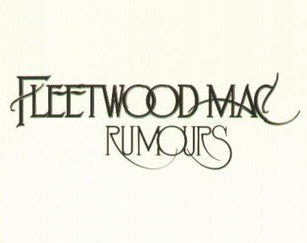
Disseny de les lletres per Rumours

La composició fotografica és d'Herbie Worthington; Mick Fleetwood, amb el peu alçat sobre un petit tamboret i Stevie Nicks amb un vel negre recolzant una de les seves cames per sobre de la de Mike.
Les lletres a l'estil gòtic van ser dissenyades per Larry Vigon, i han estat utilitzades com a logotip del grup amb posterioritat.

## Crítiques musicals
El crític Robert Christgau, en una retrospectiva per a The Village Voice, va puntuar l'àlbum amb una "A" i el va descriure com "més consistent i més excèntric" que el seu predecessor. Va afegir que "salta directament dels altaveus cap a tu". John Swenson, de la revista Rolling Stone, creia que la interacció entre els tres vocalistes era un dels elements més agradables de l'àlbum; i apuntava: "Tot i la demora interminable en acabar el disc, Rumors demostra que l'èxit de Fleetwood Mac no va ser casualitat". En una ressenya per a The New York Times, John Rockwell va dir que l'àlbum era "un disc encantador, i un espera que el públic també ho pensi", Robert Hilburn va ser menys receptiu i va qualificar a Rumours com un registre "frustrantment desigual" en la seva crítica per a Los Angeles Times, L'àlbum va acabar en quarta posició en l'enquesta de crítics de Pazz & Jop per al millor àlbum de l'any de 1977 de The Village Voice.
En una revisió retrospectiva, AllMusic li va donar cinc estrelles i va assenyalar que, independentment de l'element voyeurista, el disc era "un èxit de taquilla incomparable" a causa de la qualitat de la música; Va concloure: "Cada cançó, cada frase recupera el seu poder emocional cru i immediat, raó per la qual l'àlbum va tocar un nervi en el seu llançament el 1977, i des de llavors ha transcendit la seva era per ser un dels àlbums pop més grans i convincents de tots els temps." Segons Barry Walsh de Slant Magazine, l'àlbum és genial i és la prova definitiva de que Fleetwood Mac en el seu millor moment eren molt més que la suma de les seves parts individuals. Mentre que Andy Gill de The Independent va afirmar que els disc "representa, juntament amb The Eagles Greatest Hits, el punt àlgid de l'expansió de la cultura del rock nord-americà en els anys setanta, la quinta essència d'una mentalitat contracultural atreta per l'hedonisme alimentat per la cocaïna". El 2007, Daryl Easlea per a la BBC va qualificar els resultats sonors com "gairebé perfectes", "com mil àngels besant-te dolçament al front", Patrick McKay de Stylus Magazine va escriure: "El que distingeix Rumours, el què el fa art "És la contradicció entre la seva superfície alegre i el seu cor angoixat. Aquí hi ha un registre amigable per a la ràdio sobre la ira, la recriminació i la pèrdua ".

## Llista de cançons
| 1. | «Second Hand News»       | Buckingham               | 2:56 |
| 2. | «Dreams»                 | Nicks                    | 4:14 |
| 3. | «Never Going Back Again» | Buckingham               | 2:14 |
| 4. | «Don't Stop»             | Buckingham with C. McVie | 3:13 |
| 5. | «Go Your Own Way»        | Buckingham               | 3:43 |
| 6. | «Songbird»               | C. McVie                 | 3:20 |

| 1. | «The Chain»            | Buckingham with C. McVie and Nicks | 4:30 |
| 2. | «You Make Loving Fun»  | C. McVie                           | 3:31 |
| 3. | «I Don't Want to Know» | Nicks with Buckingham              | 3:15 |
| 4. | «Oh Daddy»             | C. McVie                           | 3:56 |
| 5. | «Gold Dust Woman»      | Nicks                              | 4:56 |

- L'edició en casete cambia «Second Hand News» per «I Don't Want to Know», alterant així l'ordre original de l'àlbum.
- En la versió DVD-Audio de 2001 apareix «Silver Springs» (4:48), a la cara B de «Go Your Own Way» escrita per Nicks, enlloc de «Songbird», llistada com la pista 12. Inclou petites entrevistes d'audio amb els membres de la banda sobre la gravació de cada cançó.
- En la versió remasterizada de 2004 apareix «Silver Springs» en mig de «Songbird» y «The Chain». En el llibret d'extres apareixen fotografies inèdites i notes addicionals.

## Músics
Segons els crèdits de l'àlbum.
Fleetwood Mac
- Lindsey Buckingham – veus, guitarres, dobro, percussions, baix a “Second Hand News”
- Stevie Nicks – veus, tambourine
- Christine McVie – veus, teclats, sintetitzadors
- John McVie – baix
- Mick Fleetwood – bateria, percussions, harpsichord

| Producció - Ken Caillat – producctor, enginyer - Richard Dashut – productor, enginyer - Fleetwood Mac – productors - Chris Morris – enginyer assistent - Ken Perry – mastering - Charlie Watts – mastering | Disseny - Desmond Strobel – disseny - Larry Vigon – cal·ligrafia - Herbert W. Worthington – fotografia |